# Frederik Hendrikbuurt

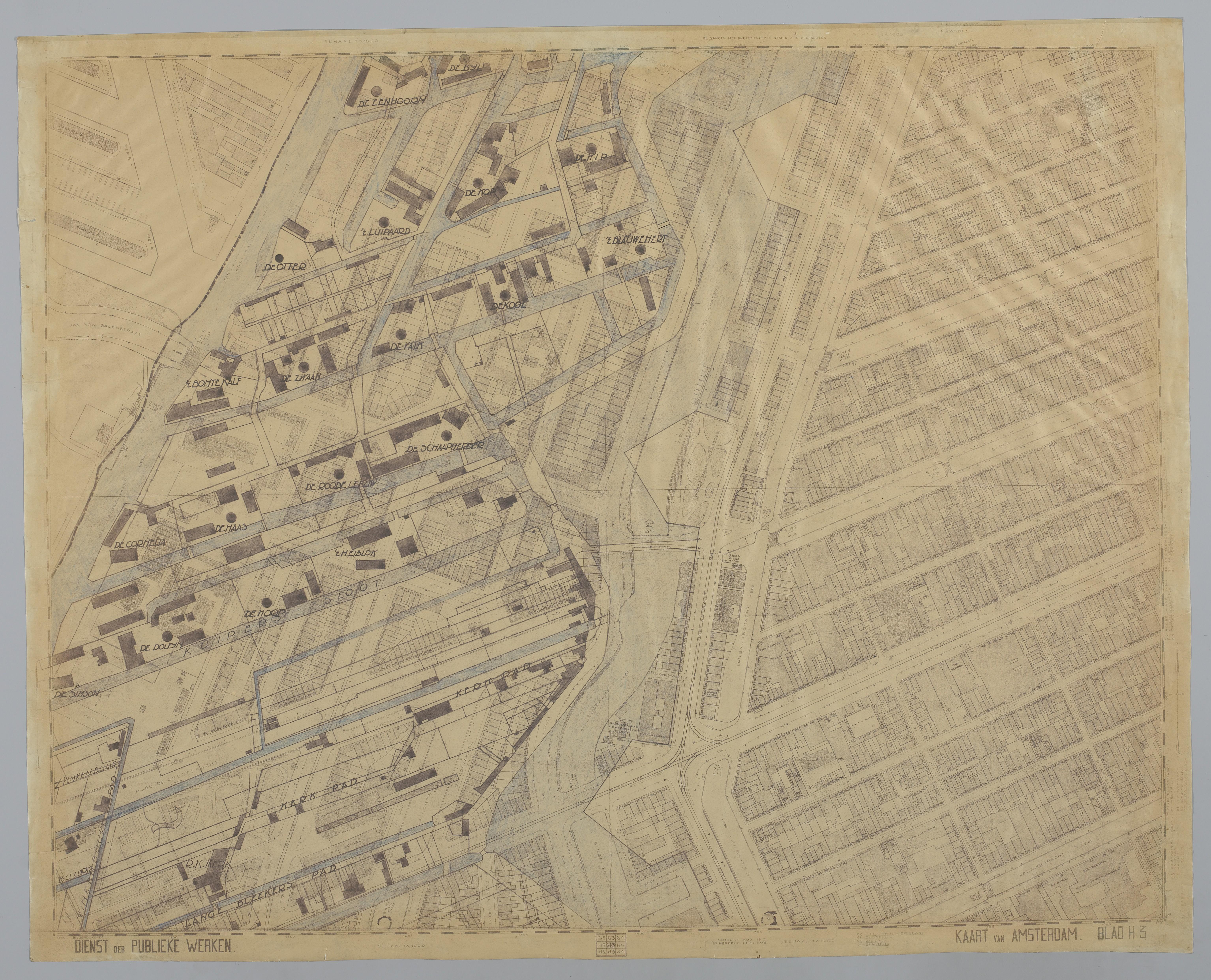
Kaart uit de periode 1910-1936 van de Dienst Publieke werken, met de Frederik Hendrikbuurt geprojecteerd over de oude Zaagmolenbuurt, met de naam en ligging van de molens

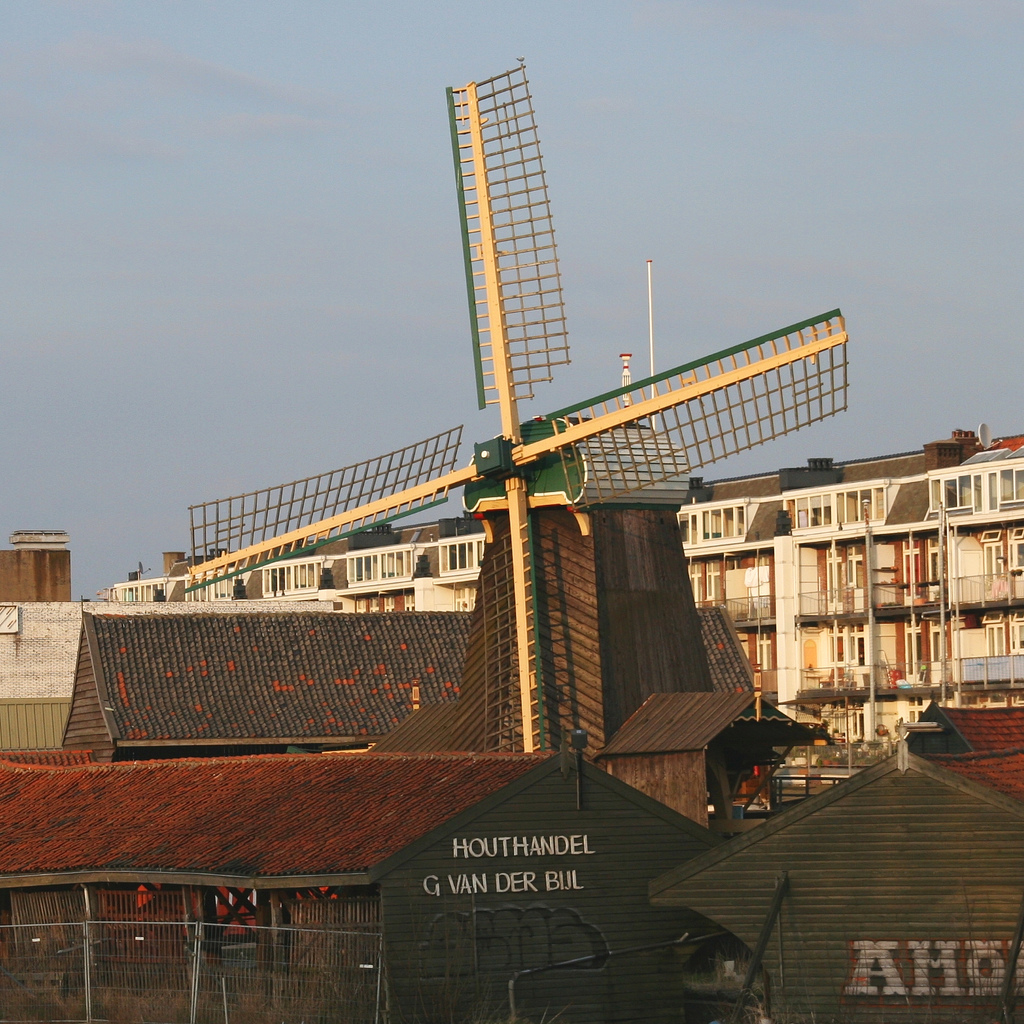
Molen De Otter is als laatste overgebleven van de zaagmolens die hier stonden voordat de Frederik Hendrikbuurt werd gebouwd

De Frederik Hendrikbuurt is een buurt in het stadsdeel West van Amsterdam. De buurt is gebouwd vanaf het laatste kwart van de negentiende eeuw. De wijk is een eiland omringd door de Singelgracht, de Hugo de Grootgracht, de Kostverlorenvaart en de Kattensloot.
Evenals de Frederik Hendrikstraat en het Frederik Hendrikplantsoen is de buurt, vernoemd naar Frederik Hendrik (stadhouder van Holland in de eerste helft van de zeventiende eeuw). Ook zijn er straten vernoemd naar zijn tijdgenoten, zoals Hugo de Groot en Amalia van Solms.

## Geschiedenis
Tussen de zeventiende eeuw en het begin van de twintigste eeuw lag in dit gebied de 'Zaagmolenbuurt' en viel bestuurlijk onder de gemeente Nieuwer Amstel. Er stonden veel zaagmolens voor het zagen van hout ten behoeve van scheepsbouw en woningbouw. Door de komst van de stoommachine raakten deze molens overbodig en werden ten slotte afgebroken. Er is een molen overgebleven: De Otter langs de Kostverlorenvaart.

### Woningbouw
Vanaf 1870 werd woningbouw mogelijk gemaakt in dit voormalige industriegebied en werd in 1877 door Amsterdam geannexeerd. Dit werd voornamelijk overgelaten aan particulieren, die met toepassing van veel goedkope revolutiebouw gestapelde woningen bouwden om te verhuren. Een uitzondering was de filantropische woningbouw bij de Hugo de Grootkade van de Maatschappij voor Volkswoningen, die hier vanaf 1894 een complex met betaalbare degelijke woningen voor arbeidersgezinnen bouwde. Aan de Nassaukade, het Frederik Hendrikplantsoen en in de Van Oldenbarneveldtstraat hebben de particulier gebouwde panden een wat statiger karakter. Na de inwerkingtreding van de Woningwet in 1902 konden ook woningbouwverenigingen bouwplannen indienen om woningwetwoningen te bouwen voor arbeidersgezinnen. De Vereeniging tot verbetering der Volkshuisvesting "De Arbeiderswoning" gaf Hein Berlage in 1912 de opdracht een complex te ontwerpen aan de Rombout Hogerbeetsstraat en Zaagmolenstraat. Deze woningen worden anno 2012 verhuurd door woningcorporatie Ymere.

### Stadsvernieuwing
In de jaren 1960 en 1970 kreeg woningbouwvereniging Zomers Buiten veel woningen in deze buurt in bezit, door een ruil met bezit van andere woningbouwverenigingen. Zomers Buiten kon daardoor een voortrekkersrol spelen bij de stadsvernieuwing in deze buurt. De slechtste complexen werden gesloopt en vervangen door nieuwe woningwetwoningen. Complexen die in betere technische staat verkeerden werden gerenoveerd. Op enkele plekken ontstond door vertrek van industrie ruimte voor woningbouw, zoals eind jaren 1980 tussen de Van Reigersbergenstraat en de Kostverlorenvaart. Hier bouwde Zomers Buiten 402 woningen.

## Afbeeldingen

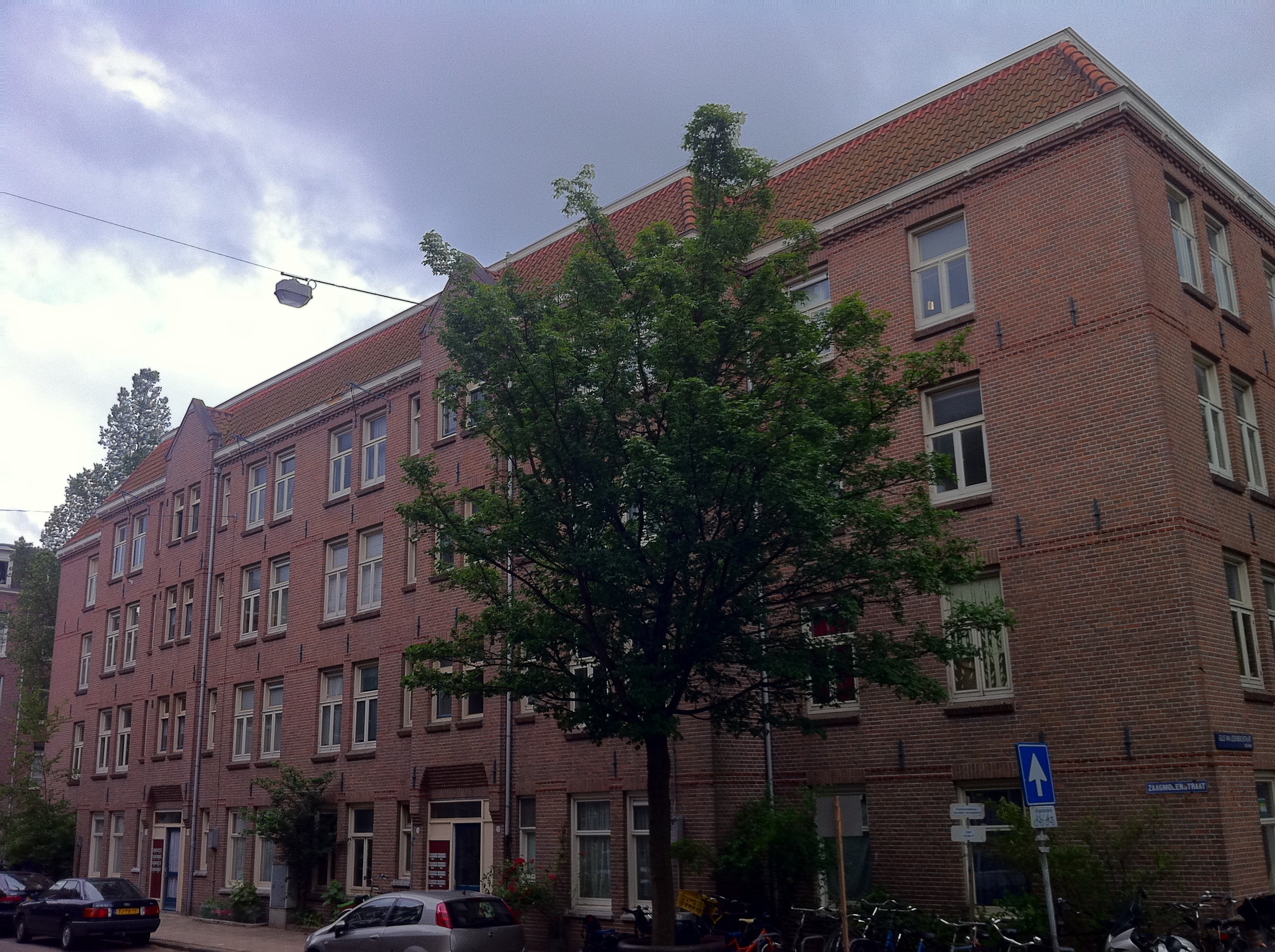
Zaagmolenstraat, ontwerp Berlage, gereed 1915
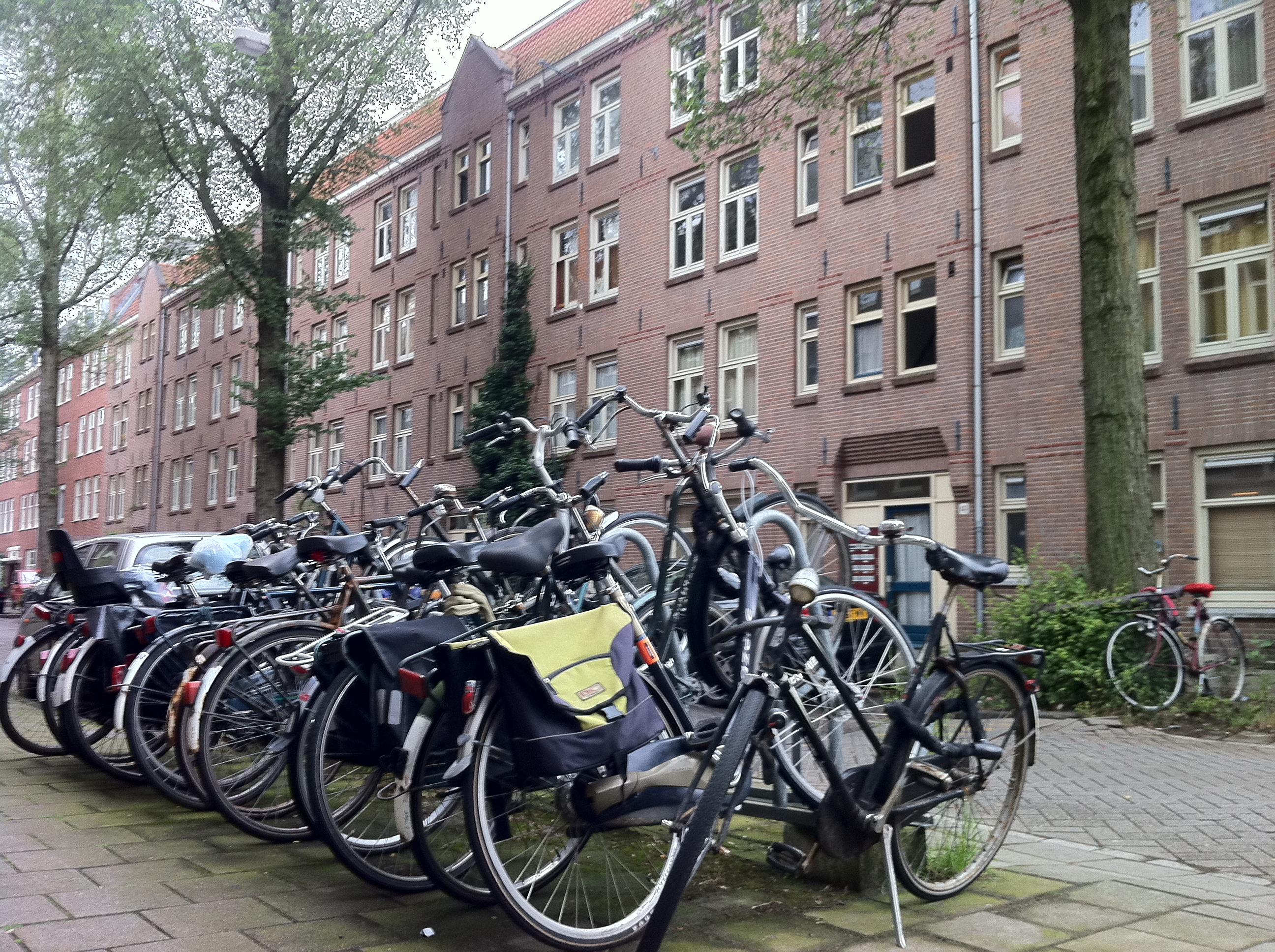
Rombout Hogerbeetsstraat, ontwerp Berlage, gereed 1915
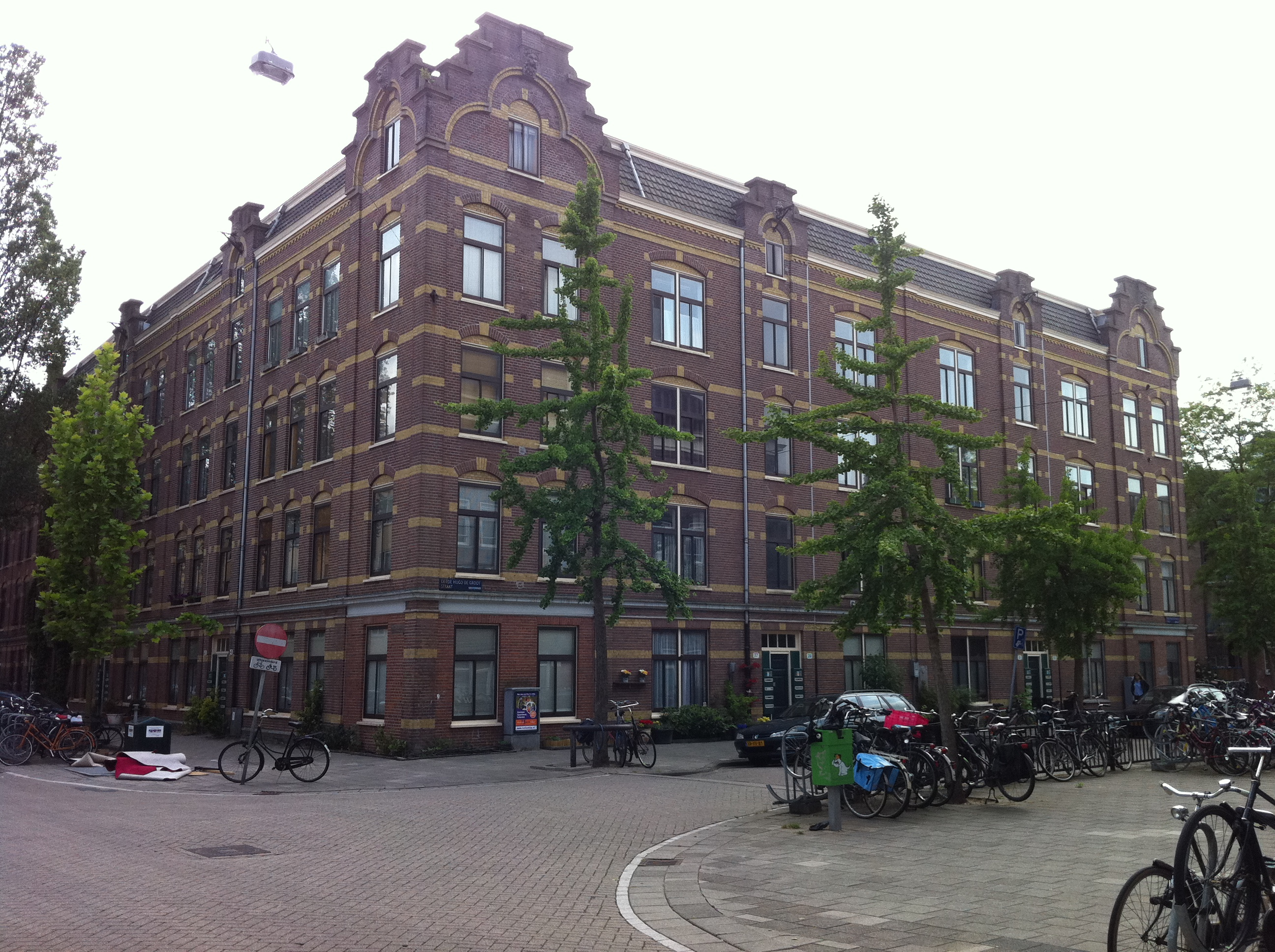
Maatschappij voor Volkswoningen, gereed 1903
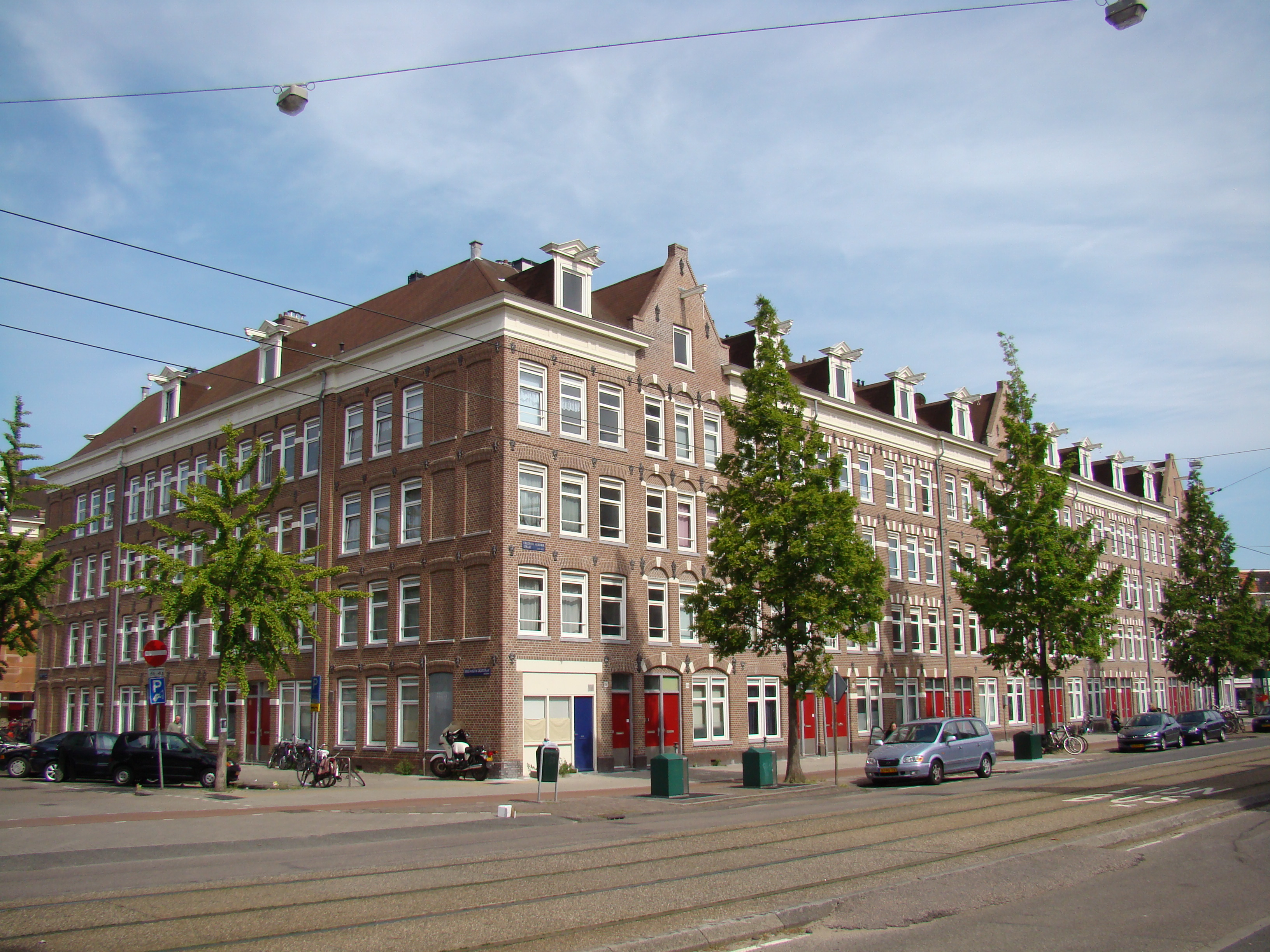
Frederik Hendrikstraat

Tussen 1990 en 2010 vormde de Frederik Hendrikbuurt samen met de Staatsliedenbuurt, de Spaarndammerbuurt en de Zeeheldenbuurt het stadsdeel Westerpark.
Door de buurt rijdt sinds 1929 over de Frederik Hendrikstraat tramlijn 3. Ook tramlijn 12, tramlijn 13 en tramlijn 23 hebben hier hun route gehad.